# Franck Piccard
Franck Piccard (* 17. September 1964 in Les Saisies, Département Savoie) ist ein ehemaliger französischer Skirennläufer. Seine jüngeren Geschwister John, Ian, Leila, Jeff und Ted waren ebenfalls Skirennläufer.

## Biografie
Den ersten großen Erfolg feierte Piccard bei den erstmals stattfindenden Juniorenweltmeisterschaften 1982, wo er die Goldmedaille im Abfahrtslauf gewann. Im Weltcup fuhr er erstmals am 10. Dezember 1983 mit Platz vier im Super-G von Val-d’Isère in die Punkteränge, sein erstes Abfahrts-„Top-Ten“ war Rang 8 am 26. Januar 1985 in Garmisch-Partenkirchen, am 15. Dezember 1985 in Alta Badia schrieb er erstmals mit Rang 12 in einem Riesenslalom an. Erst ab Januar 1988 zeigte er in den Speed-Disziplinen wieder konstante Leistungen, wobei er in Val d’Isère (mit Start-Nr. 39) mit Rang 4 am 9. Januar in der Abfahrt und anderntags mit Rang 2 im Super-G die gute Serie einleitete. Auch in der in Bad Kleinkirchheim gefahrenen „Hahnenkamm-Ersatzabfahrt“ (16. Januar) wurde er erneut mit der hohen Start-Nr. 39 Dritter.

Sein (fälliger) erster Weltcupsieg gelang ihm am 23. März 1988 im Super-G von Beaver Creek. Zu Beginn seiner Karriere ging er meist in Abfahrts- und Super-G-Rennen sowie bei Kombinationen an den Start, später aber auch vermehrt im Riesenslalom. Insgesamt konnte er im Skiweltcup vier Siege feiern und erreichte elf Podestplätze. Sein letztes Weltcuprennen fuhr Piccard am 10. Februar 1996, ging danach aber noch bis ins Jahr 2000 bei französischen Meisterschaften und bei FIS-Rennen in Frankreich an den Start. Allerdings startete er am 23. Februar 1996 im Riesenslalom bei den Weltmeisterschaften in der Sierra Nevada, wobei er mit einem Rückstand von 5,95 s den 15. Rang belegte.
Bei den Olympischen Winterspielen 1988 in Calgary gewann Piccard den erstmals ausgetragenen Wettbewerb im Super-G und damit die Goldmedaille (die erste Herren-Alpin-Goldmedaille für Frankreich seit Jean-Claude Killy 1968). Schon knapp eine Woche zuvor hatte er in der Abfahrt Bronze erringen können. Vier Jahre später schaffte er in seinem Heimatland bei den Olympischen Winterspielen in Albertville noch einmal die Silbermedaille in der Abfahrt. An Weltmeisterschaften nahm Piccard fünfmal teil, sein bestes Resultat ist dabei der dritte Platz im Super-G von Saalbach-Hinterglemm 1991. Von 1985 bis 1993 wurde er dreimal Französischer Meister.

## Erfolge

### Olympische Winterspiele
- Calgary 1988: 1. Super-G, 3. Abfahrt
- Albertville 1992: 2. Abfahrt, 18. Riesenslalom
- Lillehammer 1994: 13. Riesenslalom, 23. Super-G

### Weltmeisterschaften
- Bormio 1985: 6. Kombination, 15. Abfahrt
- Crans-Montana 1987: 10. Super-G, 10. Kombination
- Vail 1989: 10. Super-G
- Saalbach-Hinterglemm 1991: 3. Super-G, 13. Riesenslalom, 15. Abfahrt
- Sierra Nevada 1996: 15. Riesenslalom

### Weltcupsiege
| Datum            | Ort          | Land       | Disziplin    |
| ---------------- | ------------ | ---------- | ------------ |
| 13. März 1988    | Beaver Creek | USA        | Super-G      |
| 11. Januar 1990  | Schladming   | Österreich | Abfahrt      |
| 2. Dezember 1990 | Valloire     | Frankreich | Super-G      |
| 30. Oktober 1993 | Sölden       | Österreich | Riesenslalom |

### Juniorenweltmeisterschaften
- Auron 1982: 1. Abfahrt, 10. Slalom

## Französische Meisterschaften
- Französischer Meister in der Kombination 1985 und 1990 und im Riesenslalom 1993